# Bingsu

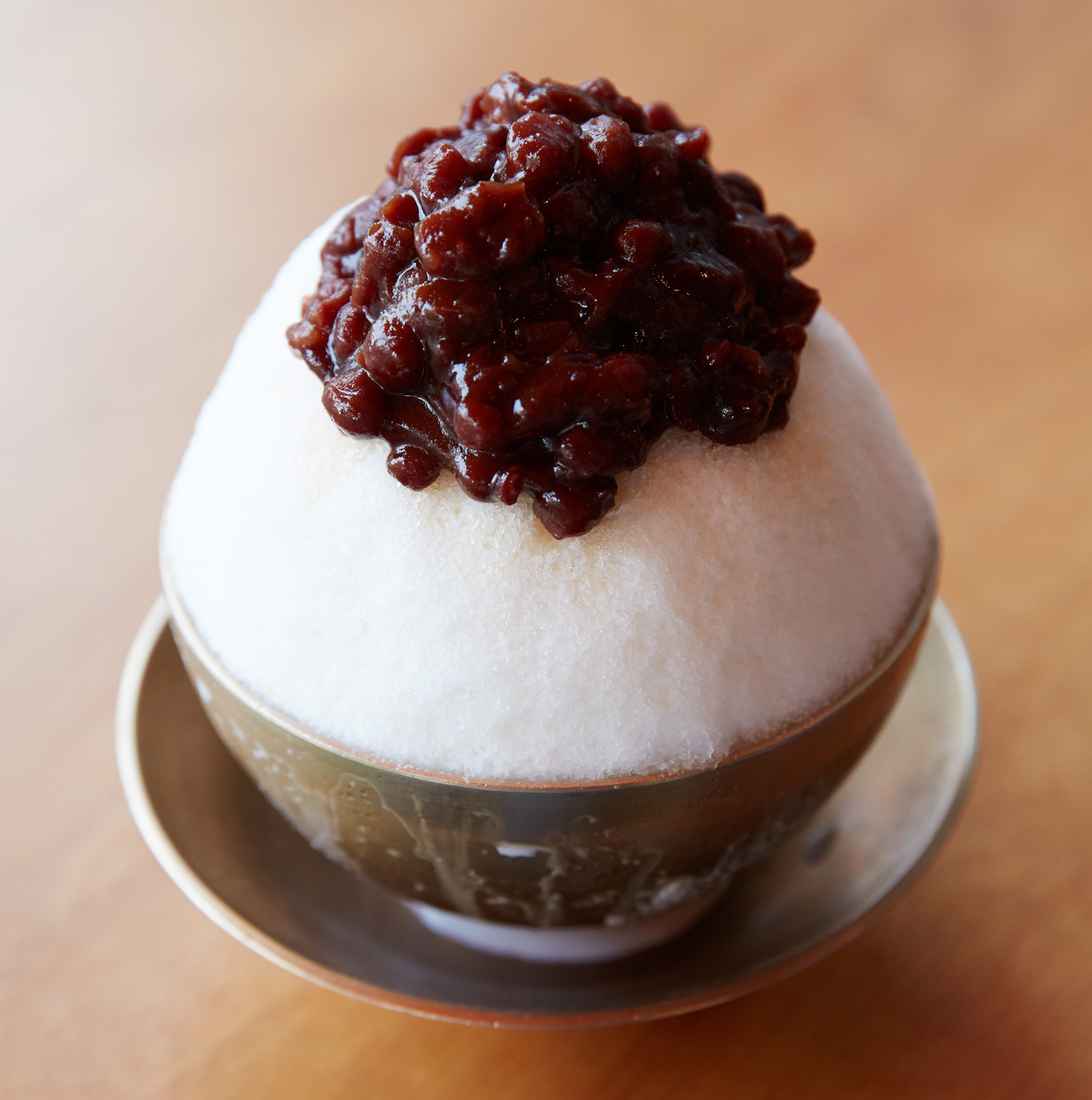
Bol de patbingsu

Le bingsu, patbingsu, ou patbingsoo (팥빙수) est un dessert coréen qui consiste en de la glace finement pilée recouverte d’un mélange de haricots rouges bouillis.
Il est aujourd'hui très populaire en Corée du Sud, mais également dans d'autres parties du monde. Ce dessert glacé est très apprécié pour sa texture légère et aérée, ainsi que pour sa variété de garnitures délicieuses.

## Origine
Ce dessert ancestral est attesté en Corée depuis la période Joseon (1392-1910). À cette époque, la glace était broyée manuellement et garnie de sirops sucrés, de fruits et de graines
Alors prisé par les élites, ce dessert est au fil du temps devenu plus populaire. Il est l’un des mets favoris des Coréens durant l’été.  Le bingsu moderne a évolué au cours des dernières décennies pour devenir une création complexe et artistique.
Le mot patbingsu est composé du coréen 팥 (pat) signifiant haricot rouge et des mots chinois 冰 (bing, en coréen 빙) et 水 (su, en coréen 수), respectivement « glace » et « eau ».

## Préparation et consommation
La base du patbingsu est de la glace pilée avec un nappage de haricots rouges. Les haricots rouges sont bouillis, écrasés et sucrés avant d’être versés sur la glace. Diverses garnitures et poudres à base de graines sont ensuite ajoutées afin de varier le goût du patbingsu. Il est possible également de remplacer les haricots rouges par des fruits frais tels que des mangues, des fraises ou du pamplemousse.
Il est commun d’ajouter de la poudre d’amande ou de cannelle. Certains types de bingsu sont à base d’ingrédients exotiques tels que le jujube ou le mûrier blanc.
Aujourd’hui, les bingsu les plus populaires auprès de la jeunesse coréenne comportent du caramel (on utilise alors du pop-corn caramélisé) et du chocolat. Le patbingsu est traditionnellement réalisé avec de l’eau, mais récemment certaines variantes remplacent l’eau par du lait pour l’obtention de la glace pilée.

## Variétés

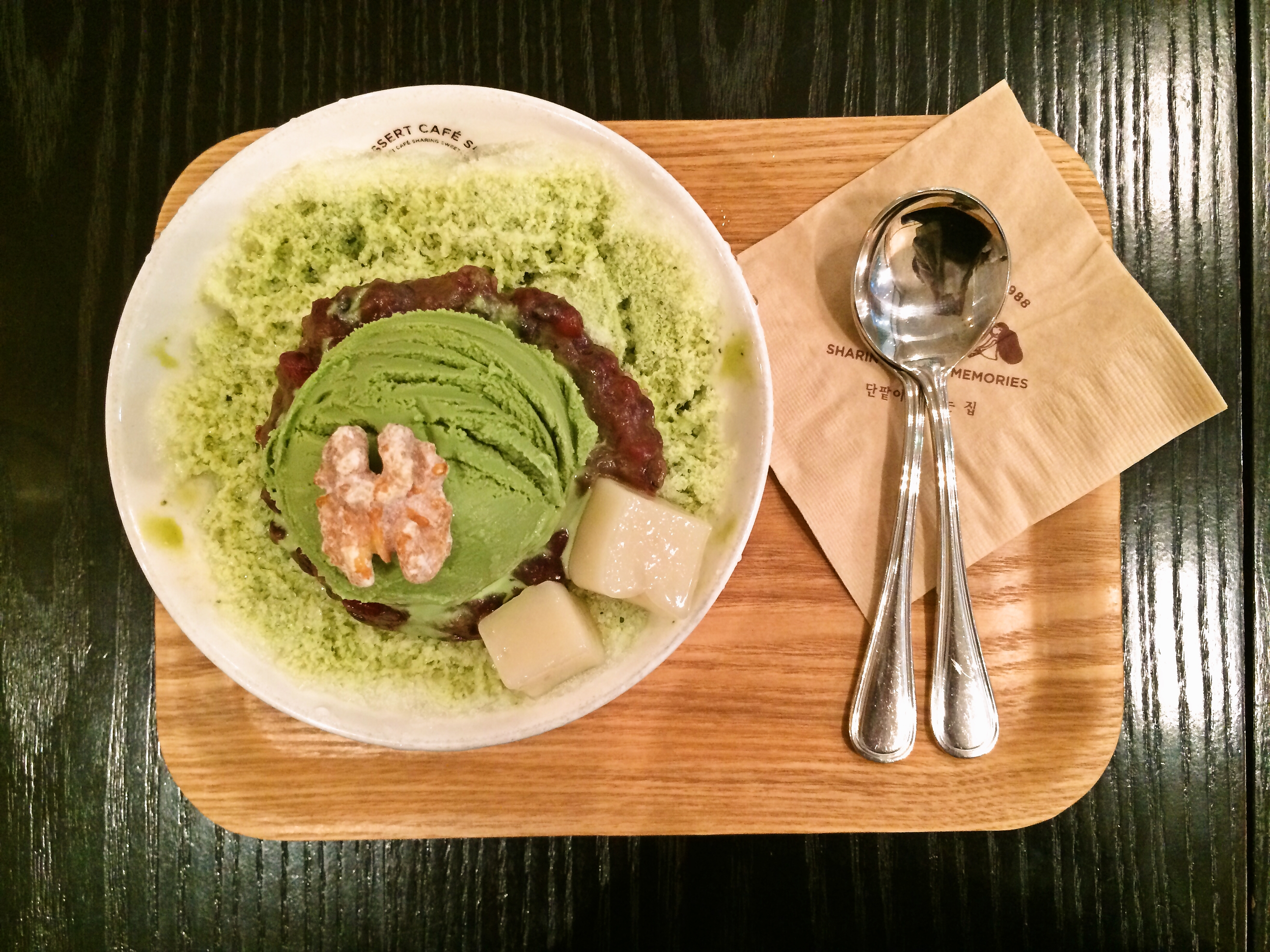
Bingsu au thé vert

Les Coréens ont décliné le patbingsu avec de nombreux ingrédients. On obtient ainsi des dizaines de variétés de bingsu, parmi lesquelles les plus connues sont :
- le nokcha-bingsu, au thé vert
- le coffe-bingsu, au café
- le choco-bingsu, au chocolat
- le subak-bingsu, à la pastèque
- le cheongpodo-mojito-bingsu, au Chardonnay, citron et menthe)
- le peotkkot-bingsu, aux fleurs de cerisier
- le injeolmi-bingsu, aux boulettes de riz
- le tiramisu-bingsu, au tiramisu
- le matcha-bingsu, au matcha

On utilise un récipient différent pour chaque variété de bingsu.

## Dans d'autres cultures
Il existe des variantes plus ou moins similaires au patbingsu dans d'autres cultures. On trouve notamment :
- le halo-halo, dessert philippin.
- le kakigōri, dessert japonais.
- le ais kacang, dessert malaisien.
- le granita, dessert italien typique de la Sicile.
- le baobing, dessert taïwanais.
- le granité hawaïen, dessert des États-Unis.
- la grattachecca, dessert italien.